# North Bay Village
North Bay Village é uma cidade localizada no estado americano da Flórida, no condado de Miami-Dade. Foi incorporada em 1945.

## Geografia
De acordo com o United States Census Bureau, a cidade tem uma área de 2,1 km², onde 0,1 km² estão cobertos por terra e 1,1 km² por água.

### Localidades na vizinhança
O diagrama seguinte representa as localidades num raio de 8 km ao redor de North Bay Village.

## Demografia
Segundo o censo nacional de 2010, a sua população é de 7 137 habitantes e sua densidade populacional é de 7 447,60 hab/km². É a segunda cidade mais densamente povoada da Flórida. Possui 4 572 residências, que resulta em uma densidade de 4 770,97 residências/km².
A partir de 2000, os falantes de espanhol como primeira língua era falado por 53,30%, enquanto o Inglês foi responsável por 33,40%, o Português foi de 9,11%, o francês em 1,35%, e o italiano estava em 1,16% da população.